# 蔡培慧
蔡培慧（1971年9月2日—），臺灣政治人物，民主進步黨籍，生於南投縣魚池鄉，曾任立法委員、行政院中部聯合服務中心執行長、台灣農村陣線發言人。現任國立暨南國際大學副教授。

## 早年
蔡培慧畢業於致理技術學院、世新大學社會發展研究所碩士、國立臺灣大學生物產業傳播暨發展學系博士。過去她曾擔任瓦歷斯·貝林的國會辦公室助理，也曾任職中華民國原住民族委員會副主委機要秘書、世新大學社會發展研究所副教授。
2009年，她針對《莫拉克颱風災後重建特別條例》提出三大缺失：缺乏地方參與重建決策的機制、缺乏在地觀點的產業重建、缺乏生活重建專章 。
2010年至2014年，她擔任台灣社會研究學會秘書長。2014年3月，她參與318青年佔領立法院行動，並成為其決策小組成員之一。

## 參政
2015年，她被民進黨列為不分區立委候選人第五名，並成功當選進入立法院任職。
2018年7月15日，當選民進黨第十八屆中執委。
2019年8月7日，民進黨徵召參選2020年南投縣第一選區立法委員，最終以近萬票（7%）的差距落敗，僅在故鄉魚池鄉領先，但這也是單一選區兩票制施行以來首次將在該選區立委選舉的藍綠票差拉近到萬票以內。

2020年2月，在競選連任立委失利之後，行政院宣布其將接任行政院中部聯合服務中心執行長。2022年，蔡培慧在民進黨南投縣長黨內初選中民調勝出，辭去執行長代表民進黨競選南投縣長。並得到初選對手時任集集鎮長陳紀衡的支持，最終以三萬餘票之差不敵時任國民黨立委許淑華。

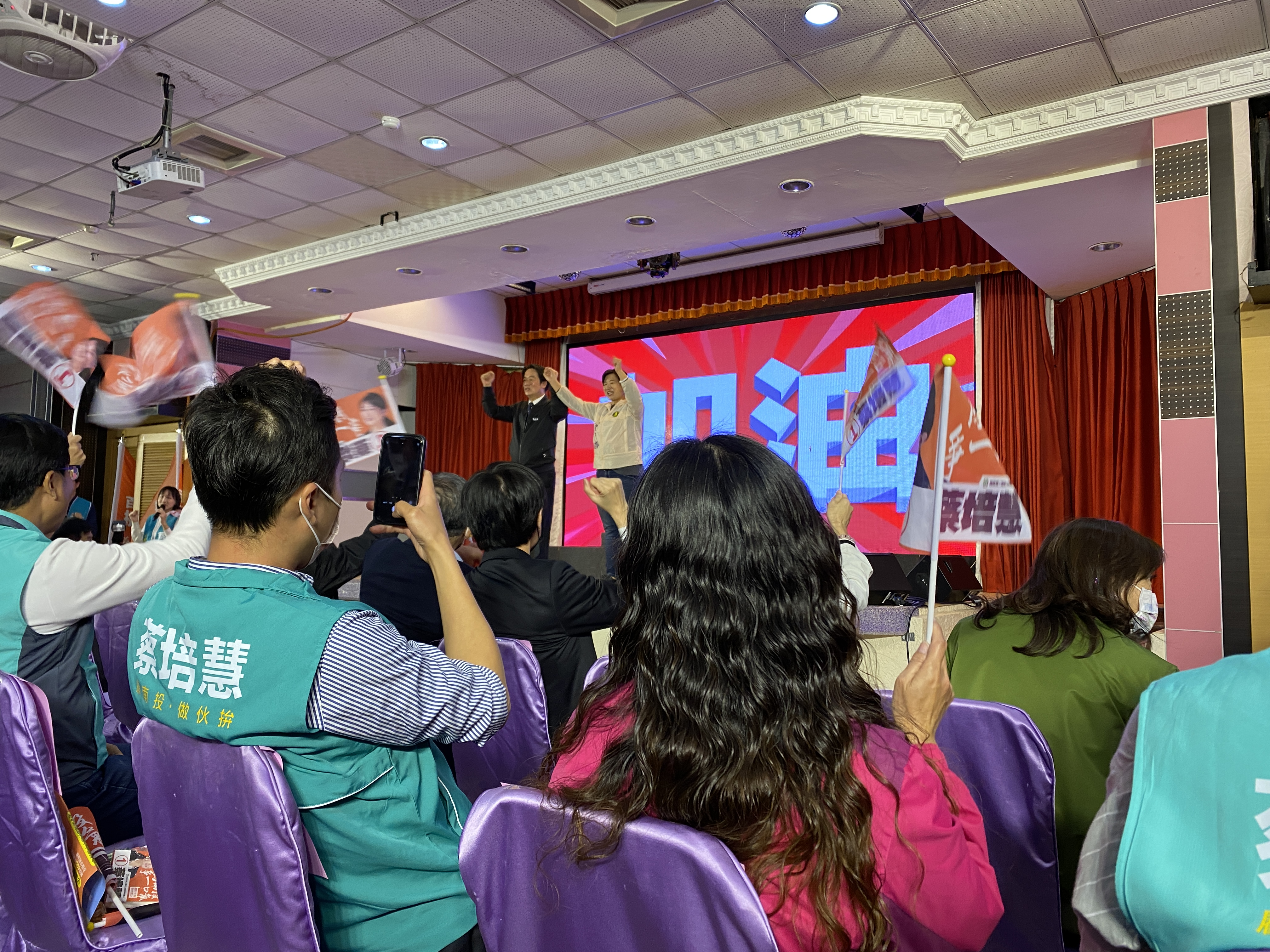
賴清德於2023年南投立委補選為民進黨候選人蔡培慧站台

2023年1月，再次獲得民進黨徵召轉戰至縣長當選人許淑華辭去立委後出現遺缺的南投縣第二選區競選立委補選，主要對手為剛卸任南投縣縣長的林明溱，其後以不足2000票的極微小差距當選，這是她在南投參選三次公職之後的首次勝選，亦為民進黨首位南投縣區域立委。同年獲民進黨提名角逐連任，面對主要對手國民黨籍縣議員游顥的強力挑戰，隔年以落選告終，區域立委任期僅僅10個月便黯然落幕。卸任後重返教職，於國立暨南國際大學開課。

## 爭議
- 2018年8月底，要求政府整治南投縣中寮鄉野溪，並爭取到水保局整治經費，遭到學者、網友與環保團體批評，身為農陣出身，竟然與保護自然生態環境的觀念背道而馳，當了「立委就換了腦袋」；蔡回應，會要求水保局使用生態工法來確保維護現地生態。[18]

- 2021年5月26日， 南投縣政府，發函中央流行疫情指揮中心，希望同意授權購買德國BNT疫苗，行政院中部辦公室執行長蔡培慧在臉書質疑，縣長洽談的「是由中國大陸代工的復必泰疫苗」。行政院中辦執行長蔡培慧表示，「我必須要講，今天輝瑞送到中國大陸的是原液啊，所以要分裝啊，就像我們手機組裝就叫代工啊，我並沒有講錯啊。」[19]

## 選舉紀錄
| 年度 | 選舉屆數               | 選舉區                                 | 所屬政黨   | 得票數    | 得票率 | 當選標記 | 備註 |
| ---- | ---------------------- | -------------------------------------- | ---------- | --------- | ------ | -------- | ---- |
| 2016 | 第九屆立法委員選舉     | 全國不分區及僑居國外國民立法委員選舉區 | 民主進步黨 | 5,370,953 | 44.06% |          |      |
| 2020 | 第十屆立法委員選舉     | 南投縣第一選舉區                       | 民主進步黨 | 63,691    | 46.43% |          |      |
| 2022 | 第十九屆南投縣縣長選舉 | 南投縣                                 | 民主進步黨 | 117,993   | 42.83% |          |      |
| 2023 | 第十屆立法委員補選     | 南投縣第二選舉區                       | 民主進步黨 | 45,218    | 49.44% |          |      |
| 2024 | 第十一屆立法委員選舉   | 南投縣第二選舉區                       | 民主進步黨 | 66,551    | 47.34% |          |      |

## 相關參與

### 成立農村陣線
2008年12月18日，她在立法院經濟委員會一讀「農村再生條例」之際，與吳音寧、楊儒門、徐世榮、林朝成及林淑芬等人召開「農村再生條例 滅農三部曲」記者會。2009年2月，她串連關心農村再生條例的各界人士成立「台灣農村陣線」。

### 參與大埔事件
2010年6月9日，蔡培慧在苗栗縣政府徹夜開挖大埔當地農田後表示「怪手毀田不是只挖到田裡，是挖到每個人的心裡」。
2012年，蔡培慧在參與「台灣人民挺農村717凱道守夜行動」時表示「我們的馬總統在競選時到農家住宿，他看到了農民的樸素、看到了農民的純真、領受了農民的熱情與選票，但當選後，他怎麼對待農民，他視農民如草芥，今天農民走上街頭，馬總統竟不願接見陳情代表，這是什麼樣的政府、什麼樣的官僚，因為我們的馬總統不知道，七、八十歲阿公、阿嬤在這裡睡了一天的痛苦，他沒有感覺農民失去土地、失去根基、失去生存權的煎熬。」
2013年7月，她代表台灣農村陣線發言痛斥苗栗縣長劉政鴻趁民眾北上陳情之際強拆大埔拒遷戶之行為，並警告中央政府不得漠視該行為之後續效應。
2013年8月18日，蔡培慧在由台灣農村陣線發起的「大埔強拆民宅事件滿月重返凱道行動」（「818拆政府佔領內政部」行動）中表示因政府權力來自人民，人民有權在政府背信侵害其基本生存權益時不服從並採取直接而和平與非暴力的行動挑戰執政者的合法性，她更控訴內政部是促成當今臺灣地區不動產投機活動的關鍵要素，並表示「浮濫的土地徵收，造成中央與地方政府不思解決財政問題，只靠賣人民祖產坐吃山空。從政府、財團到個人皆沉迷於，不思實業生產，台灣發展的未來何在？」
此外，她表示「公民不服從」的真諦就是明知跨越體制界線，依然選擇承擔責任，以證明抗爭不是衝動行為，而是經過自主思考、為了凸顯結構問題的一連串過程。她也指出國家與政府所指涉對象之差異：國家是一個象徵，政府是執行者；因此「拆政府」指的是拆掉惡劣的體制，「把國家還給人民」則畫出國家和政府的界線。

### 提出修法建議
蔡培慧指出8月18日活動訴求《土地徵收條例》應修正要求明確納入公益性以及必要性的評估程序與機制；如同環境影響評估報告書一樣，有關開發內容及影響程度都應實際調查。她表示當前土地徵收制度未明訂應有的評估程序，很多時候淪為當局之「宣傳」政績之活動；因此，《行政程序法》應明訂事涉人民財產事項須經過聽證，且聽證程序中公務員不得陳述不實。
此外，她更表示政府應儘速制定《國土計畫法》母法以穩定社會發展，以防諸如「都市計畫」之事件一再成為各界衝突爆發點。

### 批判馬政府扼殺臺灣農業
蔡培慧批評馬英九政府的所謂自由經濟區是摧毀台灣農業品牌、踐踏國際市場對台灣農業品牌的信任度，根本無法解決台灣農產品產銷失衡的問題。

## 相關著作
| 出版日期   | 出版社           | 書籍                                                                          |
| ---------- | ---------------- | ----------------------------------------------------------------------------- |
| 2004-01-10 | 遠足文化         | 台灣的舊地名 （页面存档备份，存于）                                           |
| 2013-11-06 | 遠足文化         | 圖說台灣地名故事 （页面存档备份，存于）                                       |
| 2015-07-09 | 果力文化         | 巷仔口的農藝復興：社區協力農業，開創以農為本的美好生活 （页面存档备份，存于） |
| 2016-01-01 | 行政院農業委員會 | 鄉村性別平等教學手冊                                                          |
| 2018-11-21 | 遠足文化         | 台灣地名事典【精裝典藏版】 （页面存档备份，存于）                             |

## 外部連結
- 立法委員蔡培慧的Facebook專頁
- YouTube上的蔡培慧頻道
- 蔡培慧在世新大學社會發展研究所的個人頁面
- 蔡培慧在PNN公視新聞議題中心的文章

| 中華民國政府職務 | 中華民國政府職務                                                | 中華民國政府職務 |
| ---------------- | --------------------------------------------------------------- | ---------------- |
| 行政院           |                                                                 |                  |
| 前任： 方昇茂    | 行政院中部聯合服務中心執行長 第八任 2020年4月1日－2022年3月29日 | 繼任： 徐定禎    |